# Amphithalea fourcadei
Amphithalea fourcadei là một loài thực vật có hoa trong họ Đậu. Loài này được Compton miêu tả khoa học đầu tiên.